# Liste des personnages d'American Dad
 (août 2024).
- Si vous ne connaissez pas le sujet, laissez ce bandeau (vous pouvez alors contacter les auteurs).
- Si vous supprimez le contenu mis en cause (vous pouvez préalablement contacter les auteurs),

argumentez précisément cette suppression dans la page de discussion
(un manque de référence n'est pas un argument ; une recherche réelle de référence doit avoir été effectuée, être formellement documentée).
 (mars 2025).

Logo de la série.

Cet article présente les personnages de la série d'animation américaine American Dad!.

## Personnages principaux
- Stanley « Stan » Smith est un agent de la CIA. Expert en armes au cours d'une autre époque, il s'est vu attribuer une promotion et devint de ce fait un spécialiste du terrorisme. Paranoïaque, voyant des terroristes à chaque occasion lui semblant suspecte, il a la gâchette facile[1]. Cependant, cette constatation est controversée par l'épisode 42 ans toujours puceau dans lequel il n'aurait en réalité jamais tué qui que ce soit. Patriote de cœur et de raison, partisan d'idées pour le moins très conservatrices, républicain jusqu'au bout des ongles, il aime citer les discours de Ronald Reagan et de George W. Bush, deux célèbres présidents républicains des États-Unis pour lesquels il éprouve une vive admiration[2]. N'éprouvant aucun scrupule à enlever ou droguer des personnes, y compris les membres de sa propre famille, lorsque cela lui semble opportun, Stan affirme cependant que sa famille est son bien le plus précieux. Pourtant, ses réactions, jugées excessives par ses enfants ou son épouse Francine, le font parfois s'éloigner de sa famille.
- Francine Smith est l'épouse de Stan, et la fille de parents aisés, Nicholas et Cassandra Dawson. Élevée cependant dans un orphelinat, elle trouva en un couple de chinois des parents d'adoption, d'où son talent linguistique lorsqu'elle s'exprime en mandarin, qui a le don d'agacer Stan. Dans sa jeunesse, elle fut séduite par les fêtes et l'alcool, et ce côté n'a jamais disparu en elle malgré son mariage avec Stan. Francine est une femme séduisante, soumise à son époux et peu autoritaire vis-à-vis de ses enfants, pour lesquels elle prépare les repas et fait la lessive. Pourtant, sous ses airs agréables et rangés peut parfois se cacher une femme libre dans ses convictions et ses pensées qui ne craint pas de dire à Stan ce qu'elle pense de lui. Si elle accepte de se dévouer au service de sa famille, Francine ne cache pas cependant ses désirs d'évasion et ses rêves d'exercer une profession librement, sans l'accord de son mari.
- Hayley Smith est la fille de Stan et Francine, âgée de 18 ans, est végétarienne, se revendique gauchiste et va à l'Université. Elle est la petite amie de Jeff, qui deviendra plus tard son époux, avec lequel elle fume occasionnellement de la marijuana. Stan, son père se méfie toujours un peu d'elle en raison de ses idées libérales et de ses positions anti-Bush. Femme libre, étant presque le contraire de sa mère et le total opposé de son père, Hayley accepte de poser nue, d'assister à un meeting écologiste et prend plaisir à mener la vie dure à Steve, son petit frère.
- Steven « Steve » Anita Smith est le fils de Stan et Francine, et petit frère de Hayley. Steve est âgé de 14 ans. Intellectuel, geek assumé, c'est un jeune homme obsédé par le sexe et les femmes, ce qui fait de lui un piètre séducteur. Grand fan de Star Trek ou encore de Donjons et Dragons, il entretient des rapports souvent conflictuels avec son père, Stan, qui a toujours clamé sa préférence pour un fils svelte, sportif et séducteur. Il ressent malgré tout un amour inconsidéré pour sa mère, Francine, qui se glisse souvent de son côté lors d'un conflit l'opposant à Stan. Moqueur, il n'hésite pas à montrer du doigt sa sœur à diverses occasions, mais peut s'allier à elle lorsqu'il s'agit de briser un couple. Steve est par ailleurs le meilleur ami de Roger. Il ne se sépare jamais de sa petite bande d'amis, aussi ringards et mal aimés que lui. Au cœur de ce groupe se trouvent Snot, adolescent juif et acnéique aux cheveux bouclés, Barry, obèse naïf et gourmand sous traitement médicamenteux lourd pour problèmes de comportement, et Toshi, jeune japonais qui bien que comprenant l'anglais ne s'exprime que dans sa langue natale (au contraire de ses parents et de sa sœur Akiko qui le parlent parfaitement).
- Roger est un extraterrestre, sarcastique, susceptible, impulsif, toxicomane, mégalomane, alcoolique, tour à tour exagérément viril ou légèrement efféminé. Il est susceptible de revêtir une infinité de personnalités différentes : il est tout aussi capable de se montrer extrêmement doux (comme dans l’épisode où il incarne une vieille femme), que de se transformer en démon (comme son pire personnage, Ricky Spanish). Il a sauvé la vie de Stan dans la zone 51. Il prétend être arrivé sur Terre en 1947 (année du crash supposé d'une soucoupe volante à Roswell) pensant être le Décideur, celui qui doit décider du destin de la planète Terre, il s'avère en réalité que Roger est un mannequin de crash-test. Il a eu dès lors mille vies durant lesquelles il a développé son goût pour le déguisement et la création de biographies fictives destinées à « épaissir » les personnages qu'il incarnait. Il a ainsi vivoté entre petits boulots et empereur du disco en passant par colocataire de Carmen Selectra (et non pas Carmen Electra), jusqu'à sa rencontre avec les Smith. Âgé de 1600 ans, il vit avec la famille Smith, dans le plus grand secret, et n'a pas le droit de quitter la maison. Il sort pourtant régulièrement et des déguisements simples lui suffisent à se faire passer pour un humain. Il passe son temps à manger (essentiellement des sucreries), boire et fumer, et adore la télévision et les films. Pour ne pas se faire prendre en tant qu'extraterrestre, il tient un registre très complet de ses identités en fonction des personnes (Fils à sa maman 3x11). Dans ce même épisode, on peut voir son goût pour le déguisement et son placard automatisé de déguisements. Ainsi il deviendra au cours des saisons un membre de la famille (le cousin de Steeve dans Effroyables voisins, un oncle vétéran dans C'est bon d'être la reine et même Hayley (Stan sait mieux que les Autres), étudiant au look rastafarien, un gansta rappeur pariant sur des courses de rues, une princesse saoudienne contant les histoires de Beverly Hills et de Melrose Place (Stan d'Arabie), batteur dans le groupe de Steve (Saison 2, 17e épisode). Il tient aussi des rôles de lettrés comme professeur d'université de la classe d'Hayley, professeur d'économie ou encore conseiller matrimonial (saison 3). Il révèle également que chaque membre de la famille Smith n'arrive pas à reconnaître au moins un de ses personnages. Il a également recours régulièrement à des stratagèmes excessivement élaborés pour exercer des vengeances ou même pour récupérer des objets triviaux (il provoque notamment une bagarre entre Hayley et Francine pour gagner un tee shirt, demande en mariage une juive désespérée pour récupérer un mixer gratuit avant le prochain Grey's Anatomy, etc.) Des clins d'œil à E.T. sont faits dans la série, comme la scène du vélo qui vole dans l'épisode 6 de la saison 1, ou encore la scène de la découverte dans la cabane au fond du jardin dans l'épisode 12 de la saison 2. Il boit en permanence (on le verra boire un extincteur rempli de tequila au Mexique, être ivre mort à Noël à cause des laits de poule). Sa boisson préférée est le Jack Daniel's. Roger a le pouvoir de lire dans les pensées d'autrui et ainsi d'acquérir temporairement leurs compétences mais pour cela, il doit être en « communion » avec la personne voulue. Cependant, il n'utilise ce pouvoir qu'à une seule reprise dans la série (épisode 1x20), son corps est ignifuge et flotte dans l'eau. Nous pouvons également ajouter que Roger défèque de l'or incrusté de pierres précieuses (épisode 6, première saison), dans certaines circonstances mais aucun des membres de la famille ni lui-même ne s'en sont rendus compte, et pour finir il a un pouvoir de super vitesse qui lui permer de changer de personnalité sans qu’on puisse avoir le temp de le remarqué. Roger est le meilleur ami de Steve, avec qui il a créé une agence de détectives privés dans le garage de la maison, avec un ours en peluche, Teddy Bizarre, comme secrétaire. Dans l'épisode L'Auteure Est A La Hauteur, ces deux détectives, dont un (Steve) est en fauteuil roulant, deviennent Déroulette Et Lagambette (Wheels And Legman), une parodie des séries produites par Stephen J. Cannell dans les années 70 / 80. Il a tellement de personnages que dans un épisode, deux d'entre eux vont, à son grand dam, mener une vie autonome, jusqu'à ce que l'un nuise à l'autre.
- Klaus Heissler est le poisson rouge de la famille, mais un poisson rouge un peu particulier, car il est en fait un skieur est-allemand : la CIA a en effet réalisé un échange de cerveaux entre un poisson rouge et un skieur est-allemand, afin que ce dernier ne gagne pas l'épreuve de saut à ski contre les États-Unis. Particulièrement amoureux de Francine, il se sent très seul dans son bocal et cherche souvent à attirer l'attention sur lui — c'est ainsi qu'il manipule les gens, ou encore, qu'il décrit sa vie comme le ferait un réalisateur dans les bonus d'un DVD. Malgré son amour platonique pour Francine, dans certains épisodes, il affirme être gay. Klaus éprouve une haine et un mépris inextinguibles envers Roger, qu'il accuse de le faire passer au second plan en monopolisant constamment l'attention de tout le monde.
- Jeff Fischer est le principal petit ami d'Hayley. C'est un hippie qui vit dans un van et qui déplait fortement à Stan. Il rencontre Hayley dans la 1re saison. C'est son premier petit ami sérieux. Avec le temps, elle finit par se lasser de lui. Histoire de voir si l'herbe est plus sensationnelle ailleurs. Pour mieux le retrouver, puisqu'il devient son mari. Jusqu'au jour où Roger n'en peut plus de toujours jouer des personnages devant lui et prend l'initiative de se présenter à lui sous son vrai jour. Stan panique. De peur que Jeff parle, Stan pousse Roger à contacter son peuple pour venir le récupérer. C'est alors que Jeff est poussé par Roger dans le vaisseau qui emmène le jeune homme hors de la Terre. Destiné à devenir l'esclave du peuple de Roger, Jeff découvre qu'il n'y a qu'une seule loi qui peut lui permettre d'être ramené sur Terre : prouver qu'il a été séparé de son véritable amour. Mais s'il échoue, il sera alors castré. Malgré les mises en garde de tout le monde (personne n'a jamais réussi), Jeff est sûr de lui. Il s'avère finalement que le test est truqué. Jeff doit son salut qu'à l'intervention de Roger qui lui permet de s'échapper en catastrophe du vaisseau à bord d'une navette. Il veut désormais retourner sur Terre mais le problème, c'est qu'il y en a plusieurs. Ainsi débutent les aventures de Jeff Fisher perdu dans l'Espace[pas clair].
- Rogu

Rogu est un homoncule provenant de la tumeur de Roger. Il "né" lorsqu'il prend vie dans un spa alors que Roger y séjourné pour décompresser face à ses emplois du temps chargé calqué sur ses divers personnages. 
Rogu ressemble à une version miniature mais de forme différente avec une tête plus grosse, des veines violettes qui parcourent une partie de son corps et un œil plus grand que l'autre. Il parle très peu et apparaît peu souvent mais accapare souvent l'attention de la famille Smith en faveur de sa corpulence infantile. 
Il joue un rôle important dans l'épisode 20 de la saison 14, lorsque Steve garde ce dernier pour prouver à Francine qu'il est responsable. D'après Roger, lorsque Rogu mange des sucreries, il se multiplie et lorsqu'il s'expose à la lumière des écrans, il grandit de plusieurs mètres.
Rogu joue de nouveau un rôle important dans l'épisode 5 de la saison 17 lorsqu'il s'en va dans un ranch avec la famille et vole la vedette à Klauss.

## C.I.A

### Avery Bullock
Bullock est le directeur adjoint de la CIA et le patron de Stan. 
Il a 58 ans ou plus, les cheveux blancs, à moitié chauve et habillé d'un costume noir avec une cravate rouge à la CIA.
Particulièrement exécrable, il adopte sans arrêt un comportement de pourri-gâté, immature, irresponsable et souvent drogué.
Il travaille depuis 25 ans à la CIA (Il en a 48) et possède une grande forme physique. 
Dans l'épisode 8 de la saison 1, il a une aventure avec Hayley, la fille de Stan qu'elle finira par rompre au grand désarroi d'Avery.
Sans l'episode 3 de la saison 4, il fait de Stan son nouveau « Numéro 1 », son chouchou en quelque sorte. Il avoue à Stan qu'il a une femme retenue captive à Falloujah d'où celui-ci vient la délivrer sans se douter que celle-ci est devenue une terroriste. 
Avery, ne la reconnaissant pas et ne voulant pas négocier avec des terroristes, laisse sa femme aux bons soins des Smith, alors que pendant ce temps, il traine avec une femme asiatique en surpoids, Coco. Il le fait savoir à Stan et il ne voudrait pas que sa femme le découvre et décide de la cacher chez les Smith alors que sa femme retourne habiter chez Avery . 
Mais finalement, la femme de Bullock découvre tout et s'en va avec son fils adoptif - Avery Junior - et finit par tirer une balle dans la jambe de son mari.
Dans l'épisode 17 de la saison 8, il est suspecté par les Affaires Internes d'être devenu fou. Ils le disent à Stan, récemment nommé comme successeur par Bullock par l'éliminer. Au fil de l'épisode, Stan suit son patron dans ses nombreuses péripéties cherchant à prouver l'état mental stable de son patron aux Affaires Internes. 
C'est en essayant de tuer son patron par derrière, que Stan a détruit à la place, la puce électronique qui était à la base de la folie de son patron. Cela permet Avery de revenir à un mental stable et de rétrograder Stan pour l'avoir autoriser à voler un sous-marin nucléaire.
Avery reste un personnage important au fil de la série, même s'il fait quelques apparitions à la CIA.

### Dick Reynolds
Dick est l'un des amis et collègue de Stan à la CIA.
Il a environ la cinquantaine, les cheveux gris au crâne dégarni. Il porte un costume noir avec une cravate rouge.
Il apparaît dès le deuxième épisode de la série et révèle à ses collègues qu'il a plus d'organes génitaux dû à son ex-femme qui l'a quitté parce qu'elle gagnait plus d'argent que lui au boulot.
Dans l'épisode 10 de la même saison, son fils est présent avec lui lors d'un match de baseball ayant une main anormalement grande dont il se sert pour battre son père.
Sinon, il fait la plupart de ses apparitions aux bureaux de la CIA ou aux missions en dehors du pays.

### Jackson
Jackson est l'un des collègues et amis de Stan à la CIA. Il a la quarantaine, les cheveux bruns et un costume bleu avec une cravate rayée au travail.
Il apparaît dès le premier épisode de la série, dans le deuxième épisode, il déclare à ses collègues qu'il était agent immobilier avant d'être à la CIA.
Il était avant homosexuel.
Son fils est atteint de leucémie.

### John Saunders
John est l'un des collègues de Stan à la CIA. 
Il a les cheveux châtains, un costume noir et une cravate bleue lorsqu'il est à la CIA.
Il apparaît dès le troisième épisode de la série lorsqu'il se rend avec Stan dans un club de striptease pour y célébrer son premier assassinat.
À l'épisode 17 de la saison 2, il emporte avec lui, comme cadeau offert par Bullock, une version robotisée de Margaret Thatcher.
Dans l'épisode 18 de la saison 5, il est sélectionné avec sa famille à partir un an dans l'espace pour une mission de la CIA. Mais Stan et sa famille parviennent à prendre leur place.
Dans l'épisode 13 de la saison 11, il est révélé par sa femme Bonnie, que Saunders est mort. Stan révèle à Francine qu'il a été tué lorsqu'il essayait de récupérer les corps des agents tués lors d'une mission.

### Lorraine
Lorraine est secrétaire au siège de la CIA et donc une collègue de Stan
Elle est ronde, le teint mate aux cheveux blonds coiffés en chignon.
Elle porte des chemises avec des jupes à la CIA.
Elle apparaît brièvement des l'épisode 8 de la saison 4.
Elle a un plus grand rôle dans l'épisode 18 de la saison 6 ; qui est une parodie de "The Office" .
Dans cet épisode, Lauren est promue en tant qu'assistante personnelle de Bullock et comme toutes personnes au sein de la CIA, elle aime être courtisée et flirter au travail avec les autres agents de la CIA. 
Mais comme son ancien poste de secrétaire est libre, Francine est embauchée pour la remplacer et voler de suite la vedette à Lorraine, ce qui jalouse celle-ci. 
Elle finit par jeter de l'acide au visage de cette dernière, l'envoyant direct à l'hôpital.
Avec avoue avoir eu des problèmes juridiques. Elle a un oiseau de compagnie qu'elle demande à Steve et Roger de le retrouver. Il s'avère qu'il était déjà mort.

## Voisins

### Greg et Terry
Greg et Terry sont les présentateurs de la chaîne de Langley Falls. Ils vivent en face de chez les Smith. Ils sont gays et de nombreuses allusions à leur homosexualité sont faites au cours de la série. Dans la troisième saison, ils adoptent une petite fille, Liberty, dont Francine a été la mère porteuse.
Greg "Gregory" Corbin a les cheveux bruns, il est membre Républicain de " La Cabane" un parti politique ouvertement gay. Il a un caractère capricieux et ne veut pas avaler n'importe quoi, il veut que tout soit réglo. 
Terry "Terrance" Bates, lui a les cheveux blonds et se montre plus laxiste que Greg et il est démocrate. Il a un père footballeur professionnel, mais homophobe. Stan lui avoue l'homosexualité de Terry, ce qui vaut le dégoût et le rejet qu'a le père de Terry pour son fils. Dès lors, Terry a coupé les ponts avec son père sur les conseils de Greg.
Le couple forment un duo très raffiné et aimant l'art. Ils possèdent une cabane de vacances au bord d'un lac. Ils font enseigner à leurs fille adoptive l'italien (le français en vo) par un professeur, ainsi que l'escrime. 
Ils envisagent pour cette dernière qu'elle suive un programme d'apprentissage jusqu'à qu'elle rentre dans une grande école.

### Bob et Linda Memari
Ils apparaissent au cours de la première saison. Couple d'Iraniens, Stan les suspecte d'être des terroristes, ce qui est faux. Durant cette même saison, on découvre les tendances lesbiennes de Linda qui essaye de draguer Francine, qui ne s'en doute absolument pas. Leurs apparitions se font de plus en plus rare au cours de la série.

### Al Tuttle
Al "Albert" Tuttle est l'un des voisins célibataires de la famille Smith. 
Il est rondouillard toujours habillé d'une chemise de vacanciers bleue et a des cheveux bruns courts.
Il apparaît dès le sixième épisode de la série en mentionnant à Stan et Francine que sa femme est morte lorsqu'un grand "C" sorti d'un panneau lui est tombé dessus. Dans le même épisode, Al est vu à la fête de quartier que Francine organise.
Il fait par la suite quelques apparitions.
A l'épisode 10 de la saison 5, lorsque Steve et ses amis lui sollicitent du travail pour avoir de l'argent, ils découvrent un Al casanier mais surtout obèse morbide. Après avoir travaillé chez lui, la bande d'amis lui demande l'argent voulu, sauf que le portefeuille de Hal est dans la poche arrière de son pantalon. N'arrivant pas à le prendre, Snot parvient à lui soutirer de l'argent mais il reste coincé sous Al.
C'est avec l'aide d'un "Stan ayant le cerveau d'un cheval" que Snot est libéré en y soulevant Al. Les quatre amis parviennent à avoir leur argent.
Il réapparaît quelques saisons plus tard ayant beaucoup minci et occupant divers petits boulots comme recenseur, commentateur de matchs sportifs ou autres.
Il a un grand rôle dans l'épisode 17 de la saison 13 en étant une figure paternelle pour Snot et l'emmène camper au Lac Possum là où la famille Smith passent leurs vacances.
Dans l'épisode 4 de la saison 14, Al est le dernier membre - jusqu'à l'arrivée de Stan - à regarder une vieille émission rétro en noir et blanc auquel il n'y a qu'un seul épisode qui pourtant change sans arrêt, ce qui intrigue Stan et Al .
En fait les deux hommes possèdent une vieille télé grand écran à l'ancienne, la seule qui peut diffuser cet épisode et ouvrir un portail dans la dimension où se trouve la série.

### Buckle
Buckle est un montagnard habillé en tenue de trappeur avec des cheveux roux et une longue barbe.
Il a auparavant travaillé chez Disney Land, mais a arrêté pour aller vivre dans la forêt pendant dix ans par peur d'une catastrophe nucléaire.
Il apparaît dès le 14e épisode de la saison 2 auquel il sauve la famille Smith d'une attaque d'ours. Il les héberge chez lui. Il avoue avoir le béguin pour Hayley et il se dévoue à pourchasser la famille pour enlever cette dernière et l'épouser. 
Mais Stan le maîtrise et Buckle avoue qu'il est dépressif car il n'a pas vu une femme depuis longtemps. 
Il finit par se marier directement avec Sharri Rothberg.
Le couple est souvent vu ensemble malgré leurs disputes répétées mais leurs sentiments réels.
Dans l'épisode 7 de la saison 4, ils participent au téléthon organisé par Stan.
Ils finissent par emménager dans le quartier au 17e épisode de la saison 5 par une fête autour de la piscine.
Dans l'épisode 3 de la saison 6, ils sont de grands rivaux pour "La Meilleure Maison d'horreur de tout le quartier" pour le soir d'halloween. Leur maison est si effrayante qu'elle fait peur à Francine.
Dans l'épisode 2 de la saison 7, il avertit la famille Smith pour évacuer la zone à la suite d'un ouragan qui menace de tout détruire mais le couple est emporté par la catastrophe naturelle. Buckle revient plus tard secourir les Smith.
Dans le 1er épisode de la saison 11, il s'exprime au conseil municipal sur un panneau qu'il souhaite briser. 
Dans le 17e épisode de la même saison, il est basketteur dans une équipe débutante.

### Sharri Rothberg
Sharri est une femme solitaire et juive.
Elle a plus de 35 ans et de longs cheveux châtains. Elle est colérique, souvent mécontente et ennuyeuse.
Elle apparaît dès le 14e épisode de la saison 2 lorsqu'elle sert de date pour Roger. En effet, celui-ci a cassé son mixeur et pour en avoir un neuf, il décide de s'inscrire sur un site de rencontre et y rencontre Sharri.
Ils se rencontrent au restaurant et de suite Roger (qui se fait passer pour un homme bon) la demande en mariage. Mais ce choix affecte la santé mentale de Roger qui n'en peut plus du sale caractère de sa fiancée
C'est au jour du mariage que Roger décide d'abandonner Sharri après avoir reçu le mixeur. Mais il est emmène de force devant l'autel par le Père de sa fiancée.
Les Smith assistent à la cérémonie, mais Buckle débarque et perturbe tout car il souhaite enlever Hayley.
Stan arrive à le maîtriser et Buckle lui avoue qu'il est dépressif car il n'a pas vu de femmes depuis longtemps, alors il finit par épouser Sharri.
Le couple revient dans le 7e épisode de la saison 4 auquel ils font un spectacle au telethon.
Dans le 17e épisode de la saison 5, le couple emménagé dans le quartier des Smith car Sharri se plaint d'une migraine.
Dans le 3e épisode de la saison 6, Sharri ne supporte pas le GPS installé par Buckle sur sa voiture déclenchant une nouvelle dispute.
Dans l'épisode 2 de la saison 7, Sharri et Buckle, ils tentent d'avertir les Smith sur une violence tornade avant de se faire embarquer.

## Famille de Stan et Francine

### Jack Smith
Jack est le père de Stan. Ancien agent secret, il a lâchement abandonné sa femme et son fils durant l'enfance de Stan. Par la suite, il est devenu un voleur de bijoux, ce qu'ignore son fils. Stan le découvre dans l'épisode Mon père cet escroc (saison 1 épisode 11), ce qui le déçoit terriblement. En effet, Stan avait fondé toute sa carrière dans la C.I.A. dans le but d'imiter son père, qu'il prenait pour un agent secret. Jack refait son apparition dans l'épisode Le retour du père prodige (saison 4, épisode 12). Steeve le trouve, par Internet, et lui rend visite en prison. Accusé à tort d'un cambriolage d'une bijouterie, le père de Stan va tenter de prouver son innocence lors de son procès. Voulant prouver à son fils qu'il a changé (en lui apprenant à pêcher lors d'un camping et en réparant secrètement son petit vélo), Stan refuse de le croire. Jack décide de fuir, accompagné de son petit-fils, mais grâce à ce dernier, décide de se rendre au tribunal. Alors que Stan le rejoint pour l'innocenter, Jack est reconnu coupable et est condamné à 20 ans de réclusion.
Dans l'épisode 8 de la Saison 9, Jack - en prison - avoue à Stan qu'il a capturé le démon Krampus en l'enfermant dans une marmite. Stan libère le démon pour qu'il donne une correction à Steve à cause de son attitude d'enfant pourri-gâté. Krampus le fait et accepte de libérer Steve si il renvoie Jack.
Stan fait libérer son père de prison qui en profite pour partir.
Il est révélé dans cet épisode que Krampus s'en veut de ne pas avoir suffisamment puni Jack durant sa jeunesse pour l'empêcher de devenir un hors-la-loi d'où il s'en soucie de son bien-être. 
Entre-temps, Jack est à l'aéroport et après avoir le vu le message chanté de Hayley comme quoi la famille c'est important, il décide de partir en Bavière secourir Steve.
Là-bas, Stan qui était à cours d'aide s'est résigné à faire équipe avec le "diabolique" Père Noël pour retrouver Steve et Krampus. C'est après une bataille que le Père Noël tue ce dernier et décide de tuer Stan et Steve. Jack arrive à temps, en ski et arrive à blesser le Père Noël avec un ski, mais puisque celui-ci a commencé à tirer sur Stan, Jack se sacrifie pour son fils.
Alors qu'il mourrait face à Krampus, le sang de Jack et du démon se mélangent transformant Jack en démon et de devenir le nouveau Krampus.
Dans l'épisode 7 de la saison 12, il refait son grand retour toujours en Krampus reconverti en chauffeur de bus à Baltimore. Il accepte d'aider à contrecœur sa famille à retrouver Steve kidnappé par le Père Noël lors d'une virée dans un train touristique. Le groupe arrive au Pôle Nord, là où vit le Père Noël où ils sont vite capturés par ce dernier en voulant sauver Steve. Après la mort présumée du Père Noël, Jack décide de reprendre le château de ce dernier.
Mais Jack meurt définitivement dans l'épisode 12 de la saison 15 lors qu'il est abattu après le braquage d'un Musée. Son esprit est lié à la maison des Smith d'où Jack en profite pour prendre le contrôle du corps de Steve et de s'en servir le Musée auquel il est abattu. Mais Stan découvre la supercherie, et aide Steve à prendre le dessus sur Jack, d'où son esprit quitte le corps de ce dernier, mais il s'en retrouve prisonnier alors que Stan et Steve s'en échappent.

### Mah-Mah et Bah-Bah
Ils sont les parents adoptifs de Francine. Ils sont chinois et Stan les déteste particulièrement, surtout lorsqu'ils débarquent à l'improviste. On les découvre dans l'épisode Mah-Mah et Bah-Bah sèment la panique (saison 3 épisode 4). Dans cet épisode, Stan retrouve les parents biologiques de Francine, les Dawson, afin d'écarter les parents adoptifs de sa femme de sa vie, ne les supportant pas. Stan découvre également que les parents adoptifs de Francine ont prévu de léguer tous leurs biens à la sœur de Francine, Gwen, qui est la fille biologique de Mah-Mah et Bah-Bah. Se sentant trahie, Francine vire ses parents adoptifs de chez elle, et est prête à rencontrer ses parents biologiques. Finalement, Stan découvre que les parents biologiques de Francine sont d'horribles personnes qui ne s'intéressent qu'à l'argent et qui avaient abandonné Francine pour un motif futile, alors que Mah-Mah et Bah-Bah sont de vrais parents aimants : Bah-Bah sauve Stan d'un incendie car il est attaché à son beau-fils (malgré leurs fréquentes querelles), et il explique à Stan que s'ils ont prévu de léguer tous leurs biens à Gwen, c'est parce que cette dernière a toujours besoin d'aide, alors que Francine est intelligente et a fait un bon mariage. Elle n'a donc pas besoin de l'aide de ses parents, qui veilleront cependant toujours sur elle.

### Betty Smith
Betty est la mère de Stan. Depuis sa rupture avec Jack, Betty a tenté de retrouver l'amour mais n'a jamais pu le faire parce que Stan, pensant que tous les hommes allaient briser le cœur de sa mère, les a tous kidnappés et largués sur une île déserte. Betty finit par trouver un fiancé : Hercule, le boucher. Malheureusement, Hercule décèdera plus tard. Livré à elle même, elle finira par habiter chez Stan dans le grenier de Roger qui déménagera à la cave de force par Stan. Roger entamera ensuite une relation avec Betty ce qui lui déplaira fortement Stan car il sait que Roger ne ressent rien pour sa mère mais qu'il veut seulement récupérer son grenier. A la fin il s'est avéré que c'est Betty qui a entamé une relation avec Roger pour de mauvaises intentions, elle contractera une assurance vie au nom de Roger et essaiera de le tuer sur les chutes du Niagara. Réussissant son coup sans savoir que Roger a survécu à sa chute, elle ira vivre à Paris en profitant de sa nouvelle richesse.

### Gwen Ling
Gwen est la fille biologique de Bah-Bah et Mah-Mah, d'où Francine en est sa sœur adoptive. Gwen à trois de plus que Francine.
Elle a des traits asiatiques comme ses parents, les cheveux noirs et longs, vêtue d'une robe moulante noire et d'une veste rouge dessus. Elle a un grand décolleté, faisant d'elle une femme attirante. Elle est aussi maquillée et porté des bijoux.
La première fois que la série fait parler d'elle, c'est lorsque Francine lui parle au téléphone lors de l'épisode 2 de la saison 3. À ce moment-là, son nom n'est pas mentionné, mais Francine admet qu'elle parle à sa grande sœur.
Cette fois Gwen est vraiment mentionné dans l'épisode 6 de la même saison lorsque les parents de Francine squattent chez les Smith pendant quelques jours, au grand dam de Stan. Cherchant à faire séparer Bah-Bah et Mah-Mah de leurs fille adoptive, Stan met la fin sur leurs testament auquel ils lèguent tout à Gwen. Plus tard, dans l'épisode, il est révélé qu'ils font cela car Gwen est nulle en tout et qu'ils ne se sont jamais inquiétés pour Francine.
Mais Gwen apparaît pour la première fois à l'épisode 8 de la saison 10, venue rendre visite à sa sœur qui a pour but de renforcer son alibi auquel elle aurait trafiqué des téléphones portables pour personnes âgées. Elle profite également de son séjour chez les Smith pour ouvrir un atelier clandestin pour servir la Pègre locale, tout en demandant à Francine de l'aider et de la couvrir.
Ses actions mettent Hayley mal à l'aise, qui finit par demander à sa tante de laisser Francine et de partir pour de bon. Lorsque Francine l'apprend, elle révèle tout à sa fille.
Lorsqu'elles étaient au lycée, Francine admirait sa grande sœur au point de l'imiter en allumant une cigarette, ce qui avait pour effet de déclencher un incendie dans leurs établissement scolaire. 
Démasquée, Gwen décide de se faire porter responsable car les cigarettes que Francine à fumée étaient à elle. 
Les deux sœurs finissent par se réconcilier, mais un nouvel acte finit par remettre Gwen en prison.

## Amis de Steve

### Snot
Snot "Schmuely" Lonstein est le meilleur ami de Steve et ils ont tous les deux le même age. Snot est un juif pratiquant. Physiquement, il a des boutons d'acné et des cheveux bouclés, et s'habille fréquemment avec une veste aux manches déchirées et un short kaki.
Son père est mort au cours de la série et il était conducteur de derbie de démolition en Angleterre. Du coup, Snot vit avec sa mère, Esther et il est révélé qu'ils ont un chien.
Snot entretient une relation ambiguë pour Steve, d'où dans un futur alternatif, tous les deux, vieux hommes, sont en couple.
Mais au début de la série, il était fou amoureux d'Hayley malgré les réticences de celle-ci jusqu'à que celle-ci accepte de sortir avec lui . Mais cette relation sera de courte durée car Hayley devient encombrante avec Snot poussant celui-ci à avoir une fausse relation amoureuse avec Barry pour que Hayley accepte de rompre avec lui . 
Dans l'épisode 6 de la saison 12 , Snot est invité sans volonté à participer à une émission auquel il a droit à "Trois Jours de Bonheur".
Steve lui offre cette chance parce qu'il a pitié de sa pauvreté, ce qui blessé Snot. Au final les deux amis arrivent à échapper au "Troisième Jour de Bonheur" face aux journalistes qui les suivent et tentent de les rattraper .

### Barry
Barry Robinson est l'un des meilleurs amis de Steve. Il est physiquement obèse, avec des cheveux roux portant un short vert, un tee-shirt blanc et des baskets grises. 
Mais sa personnalité est sombre . Il est cliniquement fou et chimiquement retardé auquel il prend des drogues pour retarder son esprit criminel. À part ça, il est lent et naïf. 
Introduit dès le premier épisode de la série, il a un rôle central dans l'épisode 22 de la 1ere saison auquel il est invité par Steve chez lui et s'y s'impose pour remplacer Steve aux yeux de ses parents auquel celui-ci s'en désintéressait , car il a arrêté de prendre ses médicaments. 
Il commence par faire accuser Steve d'un crime que Barry a fait, et faire emmener celui-ci sur une plate-forme pétrolière ou des jeunes psychopathes y travaillent drogués sous médicament d'où Steve en apprend que Barry a changé après avoir arrêté de les prendre. 
Entre-temps celui-ci continu ses méfaits en enterrent Francine dans le jardin et séquestrant Stan. 
C'est après de multiples périphéries que Steve revient à la maison en mettant un médicament que prend Barry dans le verre de celui-ci.
Il a aussi un rôle important dans l'épisode 3 de la 14e saison auquel Steve force ses parents à rencontrer ceux de Barry. A leur grande surprise, ils s'avèrent être très différents de leurs fils et aussi des échangistes sexuels. 
Leurs mode de vie influent sur la vie de Stan et Francine dont ils profitent tous les quatre d'aller dans un camp de nudiste. Steve et Barry les rejoint en les obligeant à revenir à la maison, mais comme Barry à oublié de prendre ses médicaments.
Sans ses médicaments, Barry est un garçon sournois et manipulateur d'où sa folie peut s'expliquer par la vie sexuelle de ses parents et leurs couplé toxique, aussi que son oncle l'a fait joué dans des films secrets étant enfant , et que ses parents ne le laissent pas utiliser le fer.
Entre-temps, Barry est devenu un champion de la lutte gréco-romaine en utilisant sa corpulence à son avantage .

### Toshi Yoshida
Toshi Yoshida est l'un des meilleurs amis de Steve. Il est japonais et ne parle que cette langue au quotidien, même si personne ne le comprend. Cependant, Toshi comprend ses amis quand ils parlent.
Étant très mâture, Toshi révélé plusieurs fois dans la série qu'il déteste ses amis et qu'il traine avec eux pour pas être seul. 
Il est également calme et réservé, surprotecteur avec sa grande sœur Akiko. Il a aussi des tendances psychopathes et sanguinaires, comme lorsqu'il avoue ouvertement vouloir tuer Steve avec un katana s'il ne ramène pas sa sœur - qui est partie avec ce dernier chercher des bonbons le soir d'halloween - ou quand il tue de sang-froid plusieurs tueurs en série qui s'en prenaient à la famille Smith. 
Il est aussi très intelligent et conscient de la véritable identité de Roge.
Il s'avère être très douée pour manier un katana, en origami ainsi qu'aux maracas et à la basse. Il sait parler le russe et peindre.
Il est très attaché aux coutumes japonaises.

### Akiko Yoshida
Akiko est la sœur cadette de Toshi.
Japonaise tout comme lui, elle le comprend tout en servant de traductrice.
Elle est aussi mâture que son frère, mais elle est plus laxiste concernant ses traditions japonaises et familiale. Elle est très intelligente et cultivée, grâce à la surveillance très proche de sa mère concernant ses compétences scolaires
Elle a le même âge que Steve.
Elle apparaît dès le 11 ème épisode de la saison 2 en tant que caméo muet. Elle a ensuite une réelle importance dès le 18ème épisode de la saison 4, lorsque Toshi, exténué par les farces de Steve, va la voir pour qu'elle lui traduise tout. En effet car Steve s'est moqué sans le savoir de la grand-mère des Yoshida. En ayant marre de son immaturité, Toshi défie Steve en duel sauf si celui-ci s'excuse, ce qu'il ne fait pas. Le défi consiste à un concours de mangeurs de hot-dogs.
Le perdant devra manger à la dernière heure du déjeuner. Akiko sert de traductrice lorsque Toshi reconnaît ses torts auprès de Steve.
Dans le 5e épisode de la saison 5, elle est l'une des invités au 14e anniversaire de Steve. Dans l'épisode suivant, elle assiste Toshi lorsque celui-ci peint un portrait de Steve et Hayley.
Dans l'épisode 3 de la saison 6, elle est déguisée en Chun-Li de Street Fighter lors de la soirée d'halloween. Elle accompagne Steve, Snot et Barry pour faire "un bonbon ou un sort", mais Toshi leur a imposé que sa sœur doit revenir avant le coucher du soleil. Steve décide de désobéir en prétextant la ramener chez elle, mais au lieu de ça il lui propose de se balader. Le duo décide de fuir en allant dans une chute de cascade mais Toshi les repèrent aussitôt et se met à pourchasser Steve avec un katana. Celui-ci reproche à Toshi d'étouffer sa sœur par sa surprotection et qu'il finira par la perdre, ce qui arrête Toshi.
Dans le 14e épisode de la saison 8, Akiko et Steve se rapprochent lorsqu'ils deviennent rivaux malgré eux à un concours d'orthographe. Leur mère respective les obligent à exceller dans diverses compétences et concours pour leur assurer une entrée à l'université. 
Elles leur mettent tellement la pression que Steve et Akiko finissent par se voir en cachette et s'embrasser, malgré l'interdiction de leur mère de se voir ou de se parler.
Francine finit par tout découvrir, et elle insiste pour que Steve mette fin à leur relation. Le voyant triste, elle se montre plus souple et l'autorise à aller la voir. Elle lui fait ensuite croire à son fils qu'Akiko l'a laissé tomber, mais c'est une ruse pour le forcer à s'endormir et se préparer pour l'ultime concours le lendemain, alors qu'elle détient Akiko dans sa cave pour l'empêcher d'y aller.
Le lendemain, Mme Yoshida retrouve sa fille, la libère et l'emmène au concours.
Akiko essaye de tout avouer à Steve, mais celui-ci, rancunier, ne l'écoute pas et l'insulte, ce qui force Akiko à le battre au concours.
Ils se qualifient tous les deux en finale, et malgré leur rivalité, ils gardent un sentiment d'amour en eux ce qui les forcent à faire semblant de mal épeler un mot pour que l'autre remporte le concours.

## Autres relations

### Docteur Kalgari
Le docteur Kalgari est un chirurgien et ami de Klauss à l'allure du Docteur Frankenstein. 
Il est âgé (environ 60 - 70 ans), les cheveux gris et blancs avec le crâne dégarni et généralement vêtu d'une blouse de chirurgien.
Il est un grand psychopathe, utilisant son savoir médical pour faire diverses expériences dont l'une est Billy ; son fils qu'il à créé. Il ne semble pas aussi dérangé par l'étrange ou le surnaturel. Il manifeste aussi des symptômes de la bipolarité.
Il apparaît dès le premier épisode de la saison 11 auquel Steve qui a marre d'être aussi petit à son âge, va le voir pour obtenir une opération chirurgicale dangereuse visant à le faire grandir. Heureusement, Stan mettra un terme à l'opération.
Kalgary revient dans l'épisode 6 de la 12e saison en tant que médecin travaillant dans un garage . Il aide Roger durant sa "grossesse " afin qu'il donne naissance à un Jeff "humain" pour Hayley. Celui-ci naîtra dans le garage ou travaille Kalgary.
À part ça, il fait des apparitions en tant que médecin dérangé et ami de la famille Smith.

### Billy
Billy est l'une des "creations" du Docteur Kalgari et accessoirement son fils. 
Son âge n'est pas mentionné, mais il ressemble à la créature du Docteur Frankenstein. 
Il a la peau grise constitué de membres assemblés, il est cependant très petit, maigre et faible physiquement. Cependant, il a une tête disproportionnée par rapport au reste du corps. Il a cependant des cheveux bruns coupés mi-longs.
Il est généralement vêtu d'un short bleu avec un tee-shirt vert.
Il est présenté dès le premier épisode de la saison 11 avec son "Père" le Docteur Kalgari où il est vu avec des ailes métalliques dans le dos trop lourdes pour lui.
Il assisté aussi Kalgari lors de la "renaissance" de Jeff dans l'épisode 6 de la saison 12.

### Danuta
Danuta est l'une des amies de Hayley. Elle est étudiante dans la même université de cette dernière. 
Elle a le béguin pour Klauss.
Elle a les cheveux blonds et longs, avec pour vêtements généralement un jean avec un tee-shirt blanc avec décolleté. Elle est très attirante.
Elle apparaît dès le 7e épisode de la saison 9, lorsqu'elle arrive à convaincre Steve de lui fabriquer une fausse carte d'identité, son nom n'étant pas mentionné.
Elle fait une réelle apparition dès le 7e épisode de la saison 14 lorsqu'elle vient boire un coup à la maison des Smith et qu'elle trouve Klauss attirant.
Celui-ci qui croyait au début à une farce demande à Hayley de fixer un rendez-vous à une fête foraine à cette dernière. 
Mais lorsque Klauss insisté pour gagner une peluche à un stand de tir pour Danuta, celle-ci finit dans les bras d'un autre homme brisant le cœur de Klauss.
Dans le 19e épisode de cette même maison, elle participe à un cours de cuisine où vont Francine et Klauss.
Dans l'épisode 6 de la saison 15, elle est en Facetime avec Hayley déclarant qu'elle aide des gens au Costa Rica.
Malgré le cœur brisé, Klauss ressent toujours des sentiments pour cette dernière.

## Lycée Pearl Bailey

### Principal Lewis
Le Principal Brian Lewis est le directeur du lycée où est scolarisé Steve. 
Il est noir, rondouillard, le crâne chauve mais il a une grosse barbe noire. Il est généralement vêtu d'un costume bleu avec une cravate de la même couleur.
Il a une fille Janet, qui est très populaire au sein de son lycée.
Sa personnalité est loin d'être responsable car ayant fait de la prison dans le passé, il a gardé son côté sombre, toxicomane, immature, pervers et avec la gâchette facile. Il semble posséder une grande force physique aimant provoquer des bagarres. En dehors du lycée, il continue de faire des actions très troublantes comme voler de la cocaïne tout ça au profit de l'argent. Il semble s'y connaître en problèmes conjugaux et avoue d'être bisexuel.
Il semble posséder un magasin d'aquarium à Langley Falls.
Il a eu de nombreuses relations amoureuses au cours de sa vie, notamment un ex co-détenu de prison, Tracy qui est devenu " son épouse de prison" jusqu'à la libération de Lewis.
Il a failli se marier avec Helen , une surintendant stricte mais Stan est intervenue pour arrêter le mariage .
Brian Lewis apparaît dès le premier épisode de la série où il légué par obligations son poste à Steve auquel celui-ci le voulait pour acquérir les pleins droits au sein du lycée. 
Dans la suite Brian apparaît dans la série notamment pour faire des actions malhonnêtes.
Dans l'épisode 5 de la saison 4, contre 500 $, il demande aux étudiants du lycée de lui ramener Steve et ses amis après qu'ils ont gâches la vie de filles populaires dont Janet, la fille du Principal.
Dans l'épisode 12 de la saison 6, il avoue être attiré par les jeunes filles et voulant rester un trafiquant de drogues. Ses révélations se font entendre malencontreusement à travers un micro dans tout le lycée.
Dans l'épisode suivant, il sert de conseiller conjugal auprès de Jeff et Hayley auxquels il ordonne de nettoyer sa maison, menacés par une arme . On apprend aussi qu'il a reçu une ordonnance d'éloignement pour avoir harcelé une prof d'art et qu'il n'hésite pas à prendre les pilules de Jeff qui le paralyse.
Dans l'épisode 17 de la même saison, il doit 20 000 $ à un casino chinois et semble attiré par le blackjack. Voyant que Steve et ses amis sont doué aux jeux d'argent, il les embauche pour gagner de l'argent sans en verser une partie aux enfants. Ceux-ci se vengent en le démasquant- alors qu'il venait déguisé- auprès des membres du casino qui le reconnaissent et le prennent en chasse lui et les garçons afin d'obtenir la rançon. Au final, Lewis se fera tirer dessus au bras.
Dans l'épisode 9 de la saison 14, il semble prendre sous son aile des ados en difficulté en les faisant travailler comme moniteur d'école. Mais c'est en fait une ruse car il s'en sert pour qui l'aident à commettre un plan machiavélique ; empoisonner les autres étudiants du lycée via la nourriture de la cafétéria afin que l'administration achète sa sciure à bois servant à nettoyer le vomi et provenant d'une scierie en faillite.
Il est révélé plus tard dans la série qu'il est sous protection des témoins.

### Janet Lewis
Janet Lewis est l'une des filles les plus populaires du lycée et la fille du Principal Lewis.
Elle est noire, avec ses cheveux coiffés en dreadlocks soutenus par un bandeau vert qui est de la même couleur que son short. Elle a aussi un tee-shirt blanc avec un décolleté.
Peu présente dans la série, elle joue un rôle important dans l'épisode 5 de la saison 4 lorsque d'après Steve, elle a publié avec ses amies, une page d'intérêt humiliante sur une autre élève, Debbie qui est la copine de Steve.
Janet fait très attention à sa ligne quitte aller voir un chirurgien pour enlever de la graisse. Mais Steve qui veut se venger profite de son état d'inconscience pour lui insérer de la graisse dans l'une de ses jambes.
Par la suite, Janet ordonné de faire un procès au chirurgien. Elle découvre plus tard comme ses amies, que Steve est derrière l'état de sa jambe et comme tout le reste du lycée, elle le prend en chasse, lui et ses amis, pour se venger.
Elle refait quelques apparitions dans la série, avec sa jambe revenue à la normale.

### Lisa Silver
Lisa Silver est l'une des filles les plus populaires du lycée.
Elle est brune aux cheveux longs , généralement habillée en tenue de pom-pom girl bleue et orange.
Elle apparaît dès le premier épisode de la série où Steve a le béguin pour elle. Désireux de la séduire, il décide de prendre le pouvoir au lycée , ce qui bien sûr à l'air de séduire Lisa.
Mais en fait, elle se sert de lui pour avoir aussi le plein pouvoir, mais lorsque Steve tente de l'embrasser, elle le repousse avouant qu'elle s'est rapprochée de lui uniquement pour le pouvoir.
Elle fait quelques apparitions au fil de la série.
Dans le premier épisode de la saison 4, Steve qui fête sa puberté invite Lisa au bal de promo.
Dans l'épisode 5 de la même saison, elle souhaite devenir Présidente des élèves et elle est concurrencée par Debbie, la petite amie de Steve . Leurs scores s'avèrent serrés mais tout bascule lorsque Steve découvre avec Debbie une page internet insultant cette dernière.
Steve en déduit que Lisa et ses amies sont derrière ça et lorsque Debbie perd les élections de la Présidence des élèves, Steve comprend que les filles populaires ont tour saboter et compte venger Debbie pour toutes les horreurs qui lui ont fait subir.
Pour Lisa, il profite de ce que celle-ci dort pour lui voler son ours en peluche et le donner à une prostituée pour qu'elle l'infecte d'herpès. Le lendemain, Lisa se retrouve avec de l'herpès buccal et se fait insulter de traînée par les autres élèves. 
Elle finit par découvrir tout comme ses amies que Steve est derrière tout ces pièges et compte le faire payer en le pourchassant, lui et ses amis, à travers tout le lycée.
Après, elle ne fera que des apparitions au cours de la série.

### Amy
Amy est l'une des filles populaires du lycée Pearl Bailey.
Elle a les cheveux blonds noués en queue de cheval, avec un tee-shirt rose , une jupe noire et des escarpins noirs.
Étant surtout une figurante dans le lycée, elle joue un grand rôle dans l'épisode 5 de la saison 4 auquel elle est accusée à tort par Steve pour avoir insulté et harcelé Debbie - la petite amie de ce dernier - sur le Web.
Pour se venger Steve profite de ce qu'elle roule en voiture décapotable pour lorsqu'elle s'arrête à un feu tricolore, il fait suspendre le buffle de l'école au dessus d'elle pour qu'il défèque sur elle.

### Debbie Hyman
Debbie est la première petite amie de Steve et donc une étudiante au lycée Pearl Bailey.
Elle est ronde (elle déteste le sport et évite même les cours), elle est surtout une gothique.
Elle a de longs cheveux noirs, une robe violette avec des chaussures de la même couleur et une ceinture noire à la taille . Elle porte très peu de maquillage mais elle a bien un côté sombre, comme se moquant des élèves pratiquant le sport , préférant pique-niquer dans un cimetière ou qu'elle aime la fiction gothique ou joue Lady MC et au théâtre de l'école. Elle s'y connaît aussi en armes à feu.
Elle apparaît dès le deuxième épisode de la saison 2 lorsque Steve la croise dans l'une de ses cachettes alors qu'il tente de sécher le cours de sport. De suite, Steve a le béguin pour elle.
Plus tard, Steve demande conseil à son père pour inviter Debbie à sortir mais Stan l'aide en lui mettant un collier explosif autour du coup pour qu'il invite Debbie de suite.
Debbie est invitée chez les Smith mais lorsque Stan la voit, il est consterné par sa forte corpulence. 
Entre-temps lorsque Roger voit cette dernière, il en tombe amoureux.
Même sans l'approbation de son père, Steve continue de sortir avec Debbie. Mais c'est durant ce moment que Stan entamé un régime très strict et pour l'encourager, Steve préfère rompre avec Debbie car il sait que c'est depuis que Stan a vu cette dernière, qu'il fait un régime pensant qu'il est lui-même en surpoids.
Finalement, Steve se remet avec Debbie et Stan devenu anorexique se rend compte de l'amour qu'il y a entre eux et décide de se remettre en forme.
Dans l'épisode 6 de la même saison, Francine trouve que Debbie s'occupe plus de Steve que elle ce qui pousse Francine à vouloir un autre enfant. Debbie rompt avec Steve à la fin de l'épisode.
Dans l'épisode 5 de la saison 4, Debbie et Steve sont de nouveau ensemble . Debbie est la cible de moqueries envers son poids face à Lisa Silver et ses amies. Debbie préfère ne pas répliquer contrairement à Steve qui s'interpose. 
Lisa souhaite se présenter à la Présidence des élèves, mais ses souhaits ne conviennent pas à Debbie qui préfère aussi se présenter à la Présidence des élèves, devenant la concurrente de Lisa .
Leurs scores sont serrés, mais lorsque Debbie découvre avec Steve une page internet se moquant et insultant ouvertement Debbie , Steve perd son sang-froid et pense que c'est Lisa et ses amies qui sont derrière l'écriture de cette page Web. 
Steve finit par conclure les faits lorsque Lisa est élue Présidente des élèves et pour venger l'honneur de Debbie, Steve décide de s'en prendre à Lisa, Amy et Janet.
Pour Amy, il a fait déféquer un Buffle sur elle, pour Janet, il lui a engraissé la jambe et pour Lisa, il l'a contaminé avec de l'herpès.
Steve finit par tout dire à Debbie, qui le juge irresponsable, rompt avec lui. 
Entre-temps, Steve apprend que ce sont ses amis qui ont écrit les articles insultant Debbie et non Lisa , Amy et Janet. Les trois filles qui ont été piégées finissent par retrouver Steve comprennent qu'il est derrière leurs malheurs. Celui-ci l'avoue qu'il a été poussé par la colère dont ses amis ont été responsables.
Ce suit une chasse dans tout le lycée pour retrouver Steve et ses amis avec l'accord du Principal Lewis contre 500 $. Après avoir tous les 4 échappés à divers endroits, le quatuor finit par se retrouver au "Territoire Gothique" une cage d'escalier dans le noir ou Debbie et ses amis gothiques ont établis leurs Q.G . 
Les gothiques arrivent à piéger Steve et ses amis mais Debbie intervient pour les libérer et lorsque tous les autres élèves du lycée arrivent , elle accepte de faite diversion avec ses amis gothiques pour laisser les 4 amis s'échapper.
Dans l'épisode 14 de la saison 4, Debbie finit par rompre définitivement avec Steve pour se mettre en couple avec Etan, un ami d'étude juif de Snot qui fête sa bar-mitsvah. Etan étant certes beaucoup plus mâture que Steve , est aussi très arrogant, snob et aime ridiculiser Steve qu'il trouve immature. 
Ce qui va conduire celui-ci à vouloir se venger, à cause du comportement d'Etan vis-à-vis de Steve et surtout qu'il lui a volé Debbie. Donc Steve élabore avec Roger, Toshi et Barry un plan pour voler les cadeaux d'Etan lors de la Bar Mitzvah. Mais tout échoue lorsque Snot est accusé à tort de tout ça par Etan et Steve finit par tout révéler par culpabilité. Dès lors, Debbie rompt définitivement avec lui. 
Elle refait de rares apparitions au cours de la série après.

### Vince Chung
Vince est un étudiant populaire d'origine asiatique qui aime martyriser Steve.
À part qu'il est asiatique, il a les cheveux noirs, courts et surélevé portant notamment un tee-shirt violet foncé.
Il apparaît dès l’épisode 21 de la première saison où il est attiré par les seins que Steve a obtenu en avalant des stéroïdes de le C.I.A.
Dans l'épisode 5 de la saison 4, il est vu comme un haltérophile chrétien.
Dans l'épisode 15 de la saison 6, Steve souhaite devenir cool au lycée. Vince a voulu dévoiler à ce dernier son plus grand secret.
Dans le premier épisode de la saison 9, il s'amuse à martyriser Steve en l'accusant d'être toujours vierge.
Après, il fait de rares apparitions.

### Mertz
Mertz est l'une des brutes qui martyrise Steve et ses amis.
Il est costaud , plus grand que Steve, avec mes cheveux roux, frisés et des taches de rousseurs. Il est généralement vêtu d'un tee-shirt sportif blanc avec une veste verte par dessus, un pantalon bleu et des baskets jaunes.
Il apparaît dès l'épisode 15 de la saison 6 étant un élève populaire.
Dans le premier épisode de la 9ème saison, il apparaît avec Vince Chang en train de martyriser Snot.
Dans l'épisode 6 de la 10ème saison, Mertz est vite maîtriser avec un élève a l'allure faiblarde lui fait des prises de kung fu pour se défendre.
Dans le 11ème épisode de la saison 11, il invite Steve et ses amis à ses fêtes pour leurs balancer des œufs. Mais lorsqu'il s'invite à une fête organisée par Steve et ses amis invitant les parias du lycées, tout le monde lui balance des œufs.
Dans l'épisode 9 de la saison 12, Mertz est impressionné de voir Steve et ses amis devenus des sorciers et cogne un élève pour l'inciter à être plus confiant.
Dans l'épisode 11 de la saison 13, il déclare devant tout le lycée de Steve est Vierge, pour l'inciter à rejoindre un cours d'abstinence et l'humilier devant tout le monde.
Dans l'épisode 13 de la saison 13, il est révélé qu'il a été adopté par son oncle violent à des fins monétaires et qu'il est souvent battu à coups de clés.

### Golden Girls
Les Golden Girls se compose d'un trio de filles rebelles se disant comme enfreignant toutes les règles tout en créant le leurs.
Elles sont toutes les trois habillées pareil ; avec un maillot de bain bleu foncé une pièce avec un caleçon blanc pour hommes par dessus et une veste de bowling dorée avec leurs noms écrit derrière. Elles ont aussi des baskets et des chaussettes leurs arrivant au niveau du genou.
Elles arborent aussi chacune un crâne à moitié rasé.
Elles se différencient par leurs couleurs de cheveux et origines ; 
- Blanche à les cheveux roses avec une queue de cheval tombant sur le côté. Elle a les yeux maquillés en orange et les lèvres en violet. 
- Dorothy est afro-américaine, avec les cheveux tressés tombant sur le côté. Elle a les yeux maquillés en rose foncé et les lèvres en rouge.
- Sophia, dite la "pire de toutes" a les cheveux blonds platine relâchés sur le côté. Elle a les yeux maquillés en bleu et les lèvres en rouge.
Elles aiment rouler leurs propres tampons hygiéniques, boire de l'alcool, taguer des murs et brûler des tas de choses avec leurs briquets.
Le trio apparaît dès le 13e épisode de la saison 13 auquel Francine devient la nouvelle conseillère d'orientation et découvre que Steve veut organiser un défilé de mode à la Française. 
Francine convainc de l'en dissuader et Roger (en concierge) lui conseille aussi de parler aux Golden Girls pour pas qu'elles pourrissent le défilé.
Lorsque Francine rencontré le trio, les Golden Girls la malmène. Se sentant vieille, Francine décide de retrouver une nouvelle jeunesse en copiant leur look et leur attitude rebelle.
Cela impressionné le trio qui décide de l'inviter à leurs maison de vacances au bord d'un lac. Là-bas Francine (sous la demande de Steve) convainc les filles d'être présentes au défilé de Steve, mais en fait, c'est une ruse pour que celui-ci finisse par recevoir un seau d'ordures sur la tête. 
Elles réussit à convaincre Francine de le faire contre une veste des Golden Girls à son nom.
Francine est vite raisonnée par Roger qui lui demande de s'excuser auprès de Steve. Celui-ci ne lui en veut pas à sa mère d'avoir saboté son défilé et après un échange mère-fils, Steve aide sa mère à reprendre confiance en elle.
Pour le prouver Francine fait quelques pas de breakdance devant tout le monde a la cantine et notamment devant les Golden Girls. Ridiculisée par ces dernières, Francine décide de révéler leu plus plus sombre secret devant tout le monde ;
- Blanche a été virée de son ancien lycée après que le personnel a remarqué qu'elle se promenait avec une partie de ses excréments dans son sac à dos
- Sophia est le fruit d'une relation incestueuse et a été placée en famille d'accueil depuis
- Dorothy grince des dents mais celle-ci rajoute qu'elle a tué son petit ami.

Le trio réapparaît dans l'épisode 3 de la saison 15 , auquel elles sont impressionnées par le nouveau look de Steve.
Depuis les filles, toujours toutes les trois font quelques apparitions.

### Lindsay Coolidge
Lindsay est l'un des premiers crushs de Steve.
Elle a les cheveux blonds, coupés au carré avec un tee-shirt blanc, une jupe rouge aux motifs tartan et des chaussures blanches.
Elle apparaît dès le quatrième épisode de la série où dès que Steve lui demande de sortir avec lui, elle accepte de suite s'il trouve quelqu'un pour son amie Jewel. Steve arrive à convaincre Roger de sortir avec cette dernière pendant qu'il passe un bon moment avec Lindsay. Mais c'est après un malentendu que Roger n'a pas eu le choix d'assommer les deux filles après qu'elles ont découvert sa véritable identité. 
Dès que Stan rentre, il est contraint de faire effacer aux deux adolescentes leurs mémoires de 24h.
Lindsay revient dans l'épisode 4 de la saison 3 où elle propose à Steve de lui faire toucher la poitrine s'il parvient à faire exploser quelque chose avec des feux d'artifice. Mais Steve se fait accidentellement exploser le pouce et après se l'être fait recoudre tout en l'engourdissant. Lindsay accepte de se faire toucher, mais Steve ne sentant rien, la jeune fille décide d'arrêter, et part vexée.
Lindsay réapparaît dans l'épisode 4 de la saison 4 dans lequel elle avoue avoir un faible pour les joueurs de violoncelle, ce qui pousse Steve à vouloir apprendre de cet instrument pour l'impressionner.
De là, elle fait quelques apparitions.

### Jewel
Jewel est l'amie de Lindsay.
Elle est très laide, en surpoids, poilue avec un monosourcil. Elle est est rousse avec les cheveux coiffés en couettes soutenues par des chouchous bleus. Elle a de grosses lèvres et une dentition mal définie. Elle a une faible poitrine et s'habille généralement d'un top mauve laissant voir son nombril poilu et une jupe bleue.
Elle apparaît dès le quatrième épisode de la série où elle effraie tout le monde dès son apparition. Son amie Lindsay lui dit que Steve lui trouvera un petit ami.
Steve arrive à convaincre Roger (déguisé en rasta) de sortir avec Jewel auquel il en affiche un profond dégoût. 
Steve décide de ramener avec Roger , Lindsay et Jewel à la maison des Smith . Steve et Lindsay passent un bon moment , mais Roger est envahi par Jewel qui tente de le saisir d'où à ce moment , son costume part . Jewel découvre la vraie identité de Roger , mais elle est vite assommée par Roger, qui assomme aussi Lindsay.
Lorsque Stan rentre chez lui, il est contraint d'effacer la mémoire des deux jeunes filles de 24 h.
Dans l'épisode 19 de la saison 4, elle est vue en train d'être le nouveau crush d'un Steve complètement ivre. Pour s'immiscer pour la lutte contre l'alcool, Roger est présent lors d'une assemblée au lycée Pearl Bailey où il diffuse des diaporamas montrant Steve embrassant Jewel, suffisant à dégoûter tout le lycée de l'alcool.
Dans le premier épisode de la saison 9, elle est l'un des choix de rencards pour le bal de promo de Steve et Snot.
Dans l'épisode 17 de la saison 11, elle est l'une des joueuses de l'équipe de foot féminin. Lorsque Steve poursuivi par Mertz est contraint de se réfugier dans le vestiaire des filles , celles-ci le découvrent et demandent à Jewel , de lui donner une bonne correction.
Mais le principal Lewis tombe accidentellement sur elle.
Dès lors, Jewel fait quelques apparitions.